# Картошино
Картошино (пол. Kartoszyno) — село в Польщі, у гміні Крокова Пуцького повіту Поморського воєводства.